# Linia kolejowa Parchim – Neubrandenburg
Linia kolejowa Parchim – Neubrandenburg – linia kolejowa biegnąca w południowej części kraju związkowego Meklemburgia-Pomorze Przednie, w północnych Niemczech. Łączy Parchim przez Waren (Müritz) z Neubrandenburgiem. 